# Bernard Herbert Fisher
Pour les articles homonymes, voir Red Fisher et Fisher.
Bernard Herbert Fisher (18 février 1914 –5 mai 2006) est un journaliste et un animateur de télévision canadien. Il est habituellement surnommé Red Fisher.
Né aux États-Unis, il devient tôt une légende du monde de la pêche dans son pays. Il exerce d'abord le métier de détaillant sportif et d'officer de la marine et de la garde côtière. En 1948, il est intronisé au temple de la renommée de la pêche.
Lorsqu'il déménagea au Canada en 1963, il lança une émission variétés à la radio appelée The Red Fisher Show. Cette émission ayant eu un grand succès, il passa à la télévision en 1968.
Le plateau de la version télévisée était établi dans un lieu fictif appelé Scuttlebutt Lodge (La loge du charnier). L'émission diffusait des films-cassettes silencieux sur les activités de plein air où se trouvaient des vedettes sportives de l'époque comme Gordie Howe, Eddie Shack, Johnny Bower et Ted Williams.
En même temps, Fisher écrit une rubrique sportive qui est lue dans 180 journaux. En 1971, il publie son premier livre de poèmes, intitulé Poems Of Our Great Outdoors. À la différence des autres animateurs sportifs de l'époque, son émission faisait la promotion de la préservation de la nature et du relâchement des proies capturées.
Alors que bien de ses fans ne s'en doutent pas, l'émission de Red Fisher a inspiré l'œuvre de Steve Smith, qui anime The Red Green Show sur Radio-Canada.
Il est décédé à Chatham en Ontario à l'âge de 92 ans.